# Шумаков, Илья Яковлевич
Илья Яковлевич Шумаков (1919—1981) — депутат Верховного Совета СССР VIII и IX созывов (1970—1979), член Всесоюзного Совета колхозов, Герой Социалистического Труда.

## Биография
Родился 23 февраля 1919 года в селе Барановка, ныне Змеиногорского района Алтайского края в семье из 14 человек. Отец Ильи Яковлевича, Яков Григорьевич Шумаков, был одним из организаторов колхоза в Барановке. Из-за этого нажил себе немало врагов, которые в конце концов расправились с ним. Илья осиротел в 14 лет. После окончания семилетней школы сразу отправился на производство. В 1939 году был призван в Красную Армию, где его застала Великая Отечественная война. В боях был трижды тяжело ранен. После третьего ранения, в 1944 году, на костылях вернулся в родное село, где сначала работал военруком в школе. Затем был избран председателем одной из отстающих сельскохозяйственных артелей. Через год по рекомендации райкома партии был переведен в колхоз «Заветы Ленина», а оттуда в Третьяковский райисполком — заместителем председателя. Там он проработал четыре года, а затем вернулся в родную Барановку. В 1950 году избран председателем колхоза имени Ворошилова (с 1958 года — «Россия»), который объединил 6 сельскохозяйственных артелей. На руководящей должности проявил себя как талантливый организатор колхозного производства, за что был удостоен звания Героя Социалистического Труда с вручением ордена Ленина на основании Указа Президиума Верховного Совета СССР от 11 января 1957 года. Илья Яковлевич более 30 лет бессменно руководил колхозом «Россия». Самоотверженный труд колхозников, личный пример председателя, его выдающиеся организаторские способности помогли превратить хозяйство в одно из самых передовых в крае и стране. Многоотраслевой колхоз «Россия» славился высокой урожайностью полей, продуктивностью стада, эффективностью экономики. Колхоз — инициатор досрочного выполнения годовых и пятилетних планов по всем показателям, первым в крае награждён орденом Ленина. За время руководства И. Я. Шумакова село Барановка стало образцом благоустройства и высокой культуры. 
С 20 ноября 1947 г. по 30 июля 1948 г. обучался на курсах при краевой партийной школе. В 1969 г. И. Я. Шумаков окончил заочно Тальменский сельскохозяйственный техникум, в 1977 г. – курсы при Алтайском сельскохозяйственном институте  с присвоением квалификации экономиста-организатора 1 категории.
Умер Илья Яковлевич Шумаков в 1981 году от сердечного приступа, во время служебной поездки в Барнаул.

## Память
- Именем И. Я. Шумакова названы улицы в Барнауле и Змеиногорске.
- Колхоз «Россия», которым более 30 лет руководил Илья Яковлевич Шумаков, в 1981 году был переименован в его честь. В 2000 году был реорганизован в сельскохозяйственный производственный кооператив (СПК) «Ордена Ленина колхоз имени И. Я. Шумакова».
- В селе Барановка установлен памятник Илье Яковлевичу Шумакову.
- В 2009 году жителями этого села широко отмечалось 90-летие со дня рождения И. Я. Шумакова[3].